# تئاتر ال هیرشفلد
تئاتر ال هیرشفلد (انگلیسی: Al Hirschfeld Theatre) یک سالن تئاتر متعلق به گروه تئاترهای جوجمسین در شهر نیویورک، آمریکا است.
این تئاتر که در سال ۱۹۲۴ تاسیس شده در منطقه تئاتر برادوی قرار دارد و دارای ۱٬۴۲۴ نفر ظرفیت است.

## نگارخانه

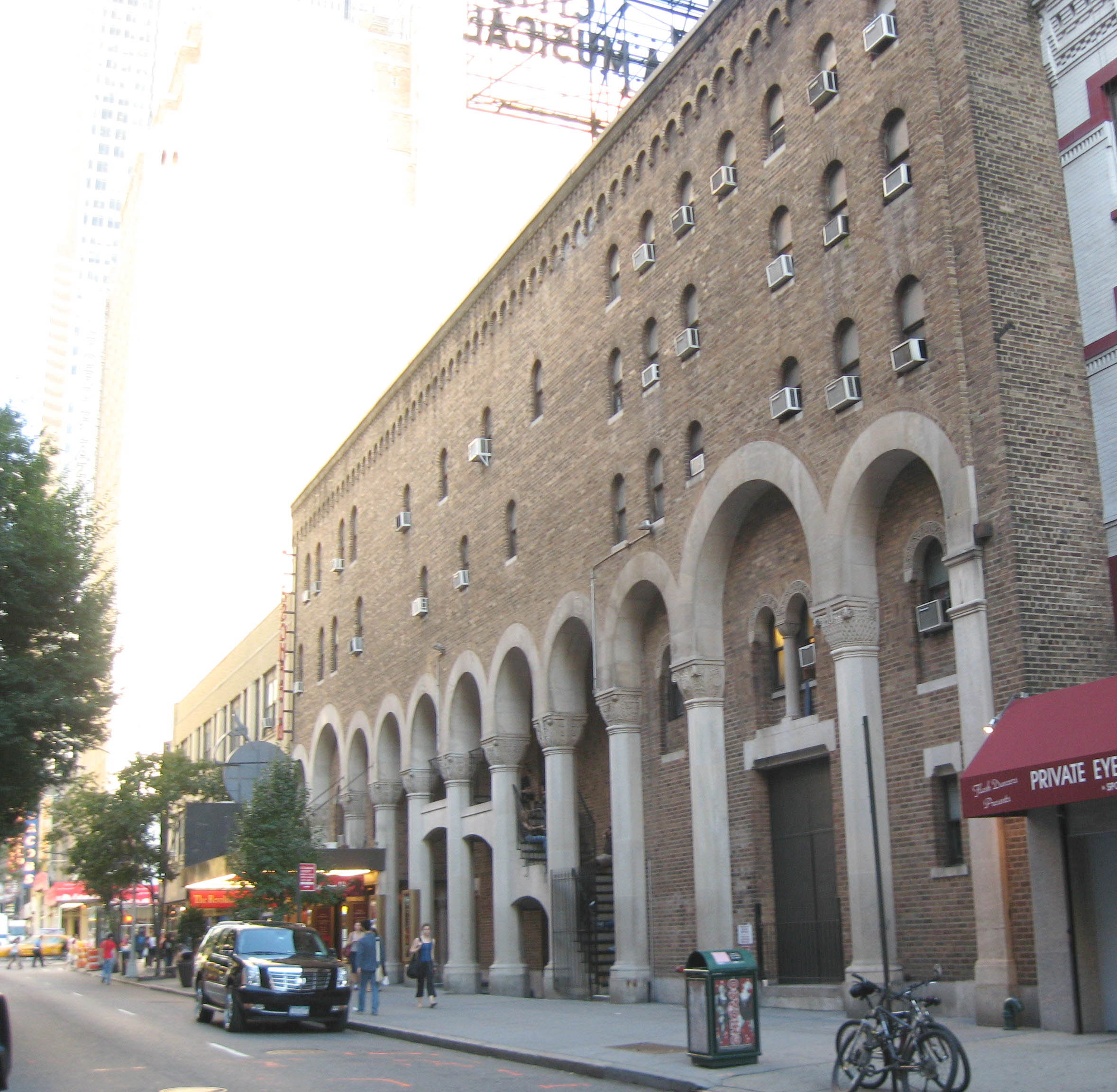
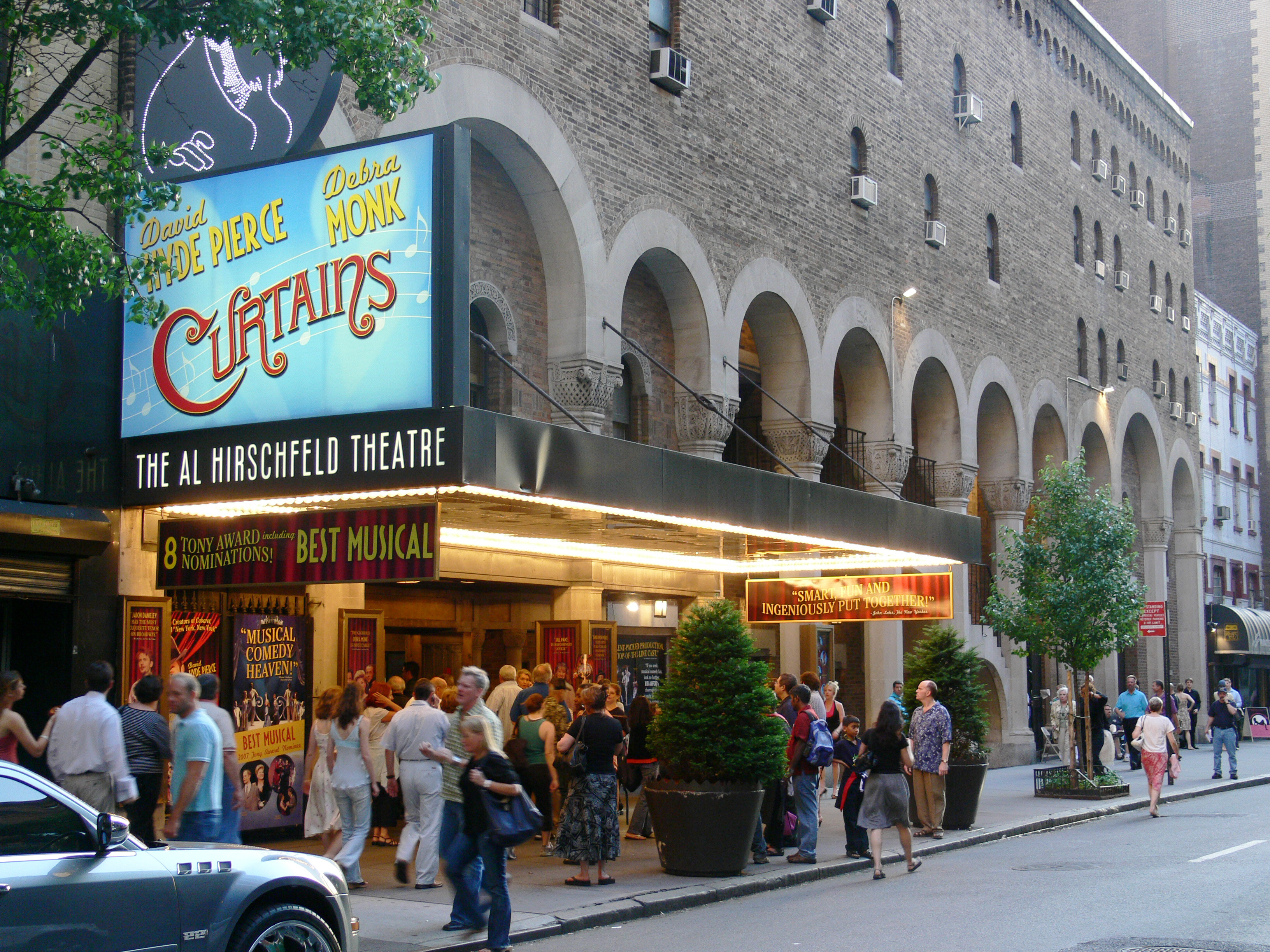
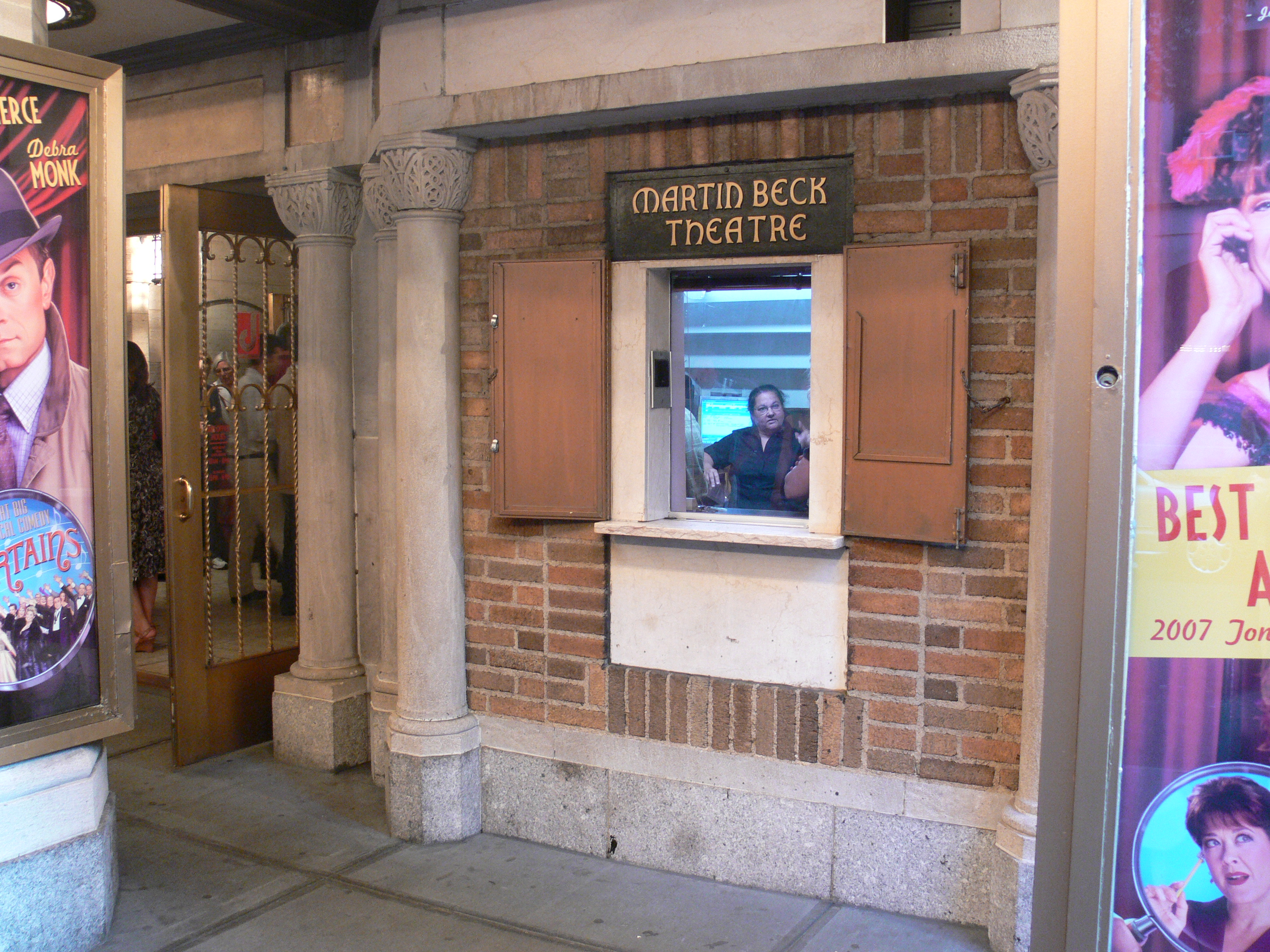
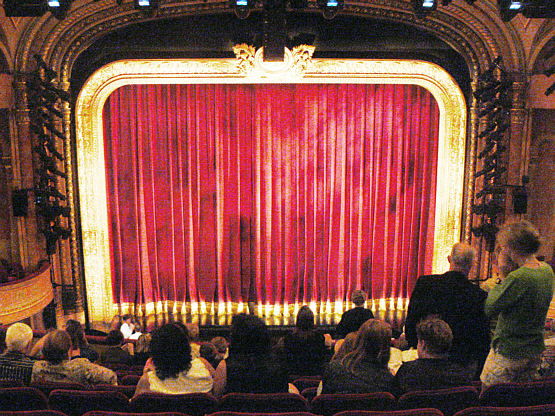
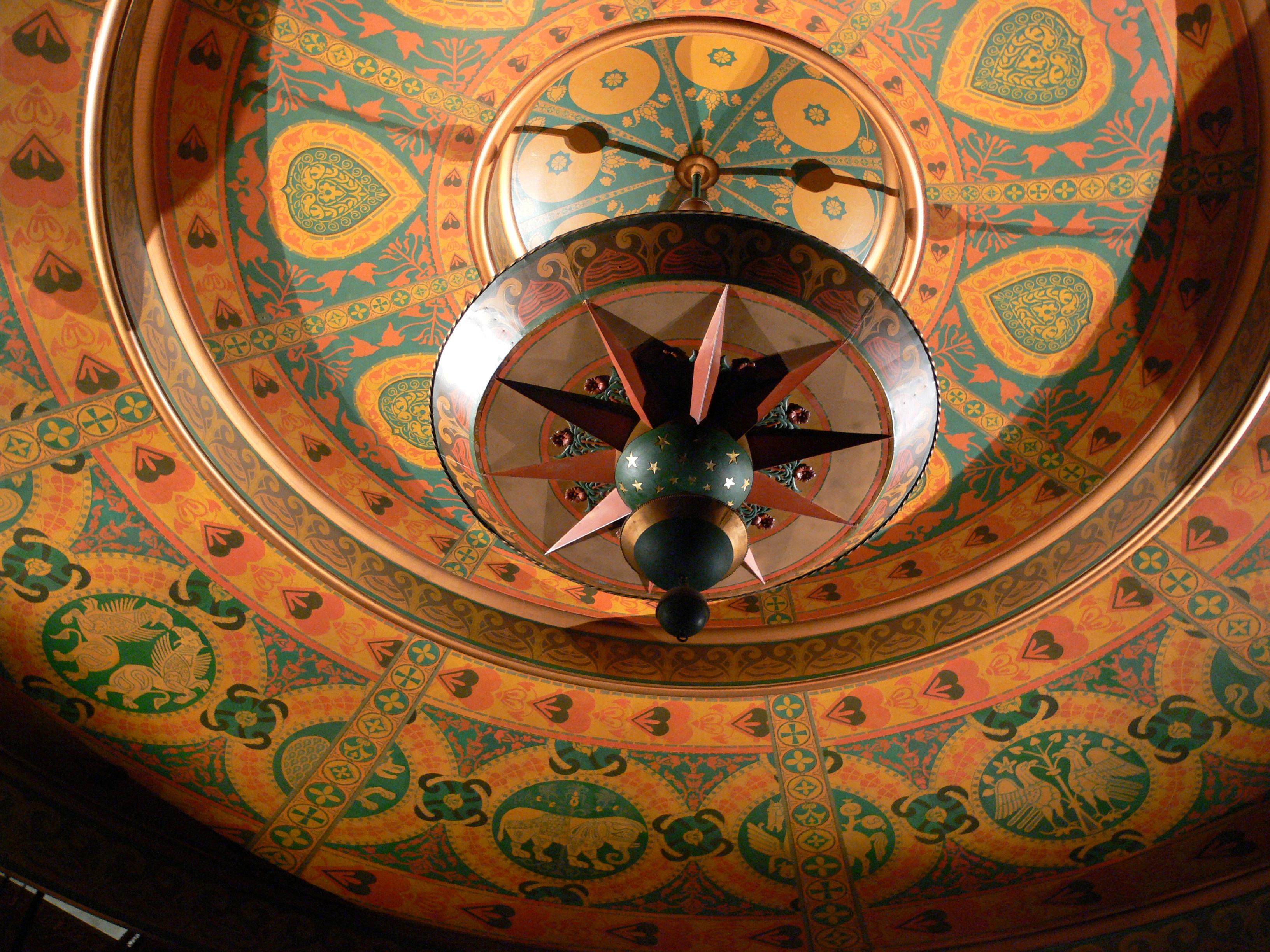